# Naoise

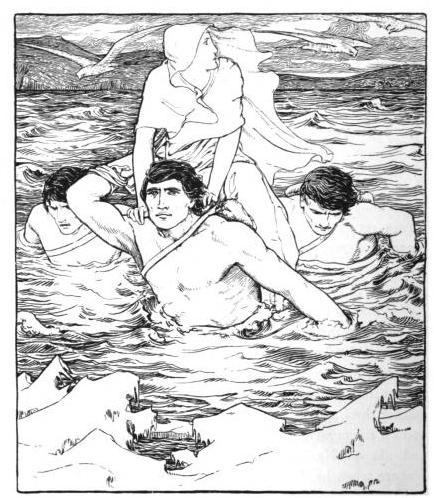
Naoise cargando a Deirdre, junto con sus dos hermanos. Ilustración de John D. Batten en Celtic Fairy Tales (1892).

En la mitología irlandesa, Naisi, Noíse o Noisiu (ortografía moderna: Naoise [ˈn̪ˠiːʃə] ) fue un sobrino del rey Conchobar mac Nessa de Ulster, e hijo de Uisneach (o Uisliu). Se le menciona en el cuento conocido como el Cuento Trágico de los Hijos de Uisnech, o Exiliados de los Hijos de Uisnech, generalmente encontrado dentro del conjunto de historias en el Táin Bó Cúailnge, parte del Ciclo Ulster.
En el cuento, Naisi es el amante de Deirdre, una mujer de gran belleza, que también es deseada por el rey del Ulster Conchobar mac Nessa, lo que obliga a los amantes a exiliarse en Escocia junto con los dos hermanos de Naoise. Finalmente, Conchobar envía a buscarles para que regresen, pero una serie de desafortunados acontecimientos (incluido un geas que pesa sobre Fergus mac Róich, su protector y escolta, así como el repetido desprecio de Naoise y sus hermanos hacia las profecías de Deirdre) y la traición de Conchobar motivada por su deseo por Deirdre, conduce a la tragedia.
La historia culmina con la batalla en el hogar de la Rama Roja en Emain Macha, en la que perecen numerosos guerreros, incluidos Naoise, sus hermanos Ainle y Ardan, y el hijo de Conchobar, Fiacha. Finalmente, los hijos de Uisnech son asesinados de un solo golpe por Maine Mano Roja, hijo del rey de Noruega (o por Éogan mac Durthacht, según la fuente). Todo esto motiva el enfrentamiento entre Ulster y Connacht, la prohibición de que Conchobar y sus descendientes ocupen el trono de Ulster y la destrucción de Emain Macha.

## Biografía mítica
La historia de Naoise y Deirdre aparece en el Táin Bó Cúailnge (El robo del ganado de Cooley), en la parte de la historia a veces titulada "La trágica muerte de los hijos de Usnach". El siguiente resumen se basa en las traducciones de Whitley Stokes y O'Flanagan editadas en (Hull, 1898), Naoise aquí traducida como Naisi en el texto :
Cuando nació Deirdre, el druida Cathbad le puso nombró y profetizó que sería fuente de problemas y conflictos; al escucharlo, los nobles reunidos la habrían matado, pero el rey Conchobar lo impidió y decidió criarla en reclusión para casarse con ella cuando tuviera la edad suficiente. Cuando creció, superó en belleza al resto de mujeres de la época.
En un día de nieve cuando vio a su padre adoptivo matar un ternero, sobre el que se posó un cuervo para beber su sangre, Deirdre dijo que quería un marido que tuviera los tres colores que veía: pelo negro como el cuervo, mejillas rojas como la sangre del becerro, y piel del color de la nieve. Le dijeron que existía un hombre así en la casa de Conchobar, llamado Naisi (Naoise), hijo de Usnach, hijo de Conall Flatnailed, hijo de Rury el Grande y ella pidió verle en secreto. Naisi se reunió con ella, y Deirdre le declaró su amor y le propuso fugarse. Naisi accedió, aunque tardó en cumplirlo, por temor a Conchobar.
De esta forma Naisi y sus dos hermanos Ainle y Ardan huyeron a Escocia junto con ciento cincuenta guerreros y se emplearon como mercenarios del Rey de Escocia. El rey escocés también intentó conseguir a Deirdre al conocer su belleza, lo que obligó a Naisi y sus hermanos a partir hacia una isla, tras luchar varias veces con los hombres del rey.
Conchobar estaba en otra fiesta con su gente, y les preguntó si deseaban algo. Respondieron que no, salvo que sentían la pérdida de sus parientes Naisi, Ainle y Ardan, a causa de Deirdre. Al oírlo, Conchobar decidió enviar un mensajero. Sin embargo, a Naisi se le prohibió regresar a Irlanda excepto con Cúchulainn, Conall Cernach o Fergus mac Ross. Conchobar eligió a Fergus para que fuera a buscarlos.
Fergus viajó a Loch Etive en Alba (Escocia) y encontró los pabellones de caza de Naisi y sus dos hermanos, pero no encontró rastro de ellos. Tras esto, Fergus fue al puerto y los llamó. Su grito fue oído por Naisi y Deirdre. Naisi dijo que había escuchado una voz irlandesa, al igual que Deirdre, pero luego ella mintió y dijo que pensaba que era escocesa. Fergus volvió a llamar y sucedió lo mismo; y luego una tercera vez, y Naisi se aseguró de que era la voz de Fergus y le pidió a Ardan que fuera a su encuentro.
Deirdre confesó que había reconocido la voz, pero que había mentido porque la noche anterior había tenido una visión en la que tres pájaros que venían de Emain Macha traían miel en sus picos pero volvían con sangre e interpretó esto como que el mensajero había llegado con una falsa promesa de paz. Sin embargo, saludaron calurosamente a Fergus, que les contó que había venido en calidad de enviado para que regresaran al Ulster. Los exiliados hablaron de su Irlanda añorada, pero Deirdre aún seguía preocupada: Fergus les prometió su protección contra cualquiera en Irlanda, tras lo que Naisi accedió a regresar.
Durante su viaje llegaron al fuerte de Borrach, hijo de Annte, que les dio la bienvenida y ofreció un festín (como le había ordenado Conchobar que hiciera), pero impuso un geasa a Fergus, que no podría abandonar la fiesta hasta que terminara. Fergus se puso nervioso y dijo a Borrach que había prometido acompañar a los exiliados de vuelta a Emain Macha el mismo día que regresaran a Irlanda. Fergus decidió entonces quedarse en la fiesta y enviar a sus dos hijos con los exiliados que regresaban a Emain Macha.
Los exiliados abandonaron la morada de Borrach. Deirdre aconsejó a Naisi que se quedara en la isla de Cuilenn, pero los hijos de Fergus (Illann el Hermoso y Buinne el Rojo Despiadado) no estuvieron de acuerdo. Luego fueron al White Cairn of Watching en Slaib Fuad, pero Deirdre se retrasó y se durmió. Cuando Naisi volvió la encontró despertando de un sueño, en el que había visto a Naisi e Illann sin cabeza, pero sin Buinne. A continuación, el grupo fue a Ard na Sailech. Una vez más, Deirdre tuvo premoniciones, visualizando una "nube de sangre" sobre las cabezas de Naisi, Ainle y Ardan. Les aconsejó ir a Dún Delgan (Dundalk) y quedarse allí hasta que Fergus pudiera unirse a ellos, o buscar a Cúchulainn como escolta, pero los hermanos no estaban preocupados y no siguieron su consejo.
Tras ello, se encaminaron directamente a Emain Macha. Al llegar, Deirdre les contó como podrían saber si Concobar les haría mal o no: si los invitaban a la casa de Cochobar, estaban a salvo, pero si los invitaban a la casa de la Rama Roja sin que él se les uniera, entonces les esperaba la perdición.
Llamaron a las puertas de Emain Macha, y al decirle al guardia quiénes eran, Conchobar dijo que los enviara a la casa de Rama Roja. Deirdre sugirió que se fueran, pero los hombres se negaron para no ser llamados tímidos. En la casa de la Rama Roja se les sirvió una gran comida y bebida y todos los sirvientes bebieron y comieron y se alegraron, pero los exiliados no quisieron comer ni beber. Naisi luego pidió que trajeran el tablero de ajedrez de Conchobar (el Cennchaem); por su parte, Conchobar quiso saber si Deirdre seguía siendo tan hermosa. El enviado de Conchobar (Levarcham) regresó y le dijo quién estaba allí, y que Deirdre había cambiado desde su partida.
Conchobar envió otros dos mensajeros para informarle de la apariencia de Deirdre. Luego le habló a Tréndorn diciendo "¿sabes quién mató a mi padre (ya mis tres hermanos)?" - Tréndhorn respondió que había sido Naisi - entonces Conchobar le contó que Deirdre había aparecido. Mientras espiaba por una ventana lo vieron, y Naisi le arrojó una pieza de ajedrez, por culpa de lo cual perdió uno de sus ojos. Tréndhorn se reunión con Conchobar y le dijo "La mujer cuya forma y facciones son las más hermosas del mundo está allí, y Naisi será el rey del mundo si  ella se queda con él". Conchobar se enfureció y ordenó asaltar la casa de Rama Roja.
En la casa Conchobar y sus hombres, y Naisi y los suyos intercambiaron palabras y comenzaron a luchar. Buinne mató a muchos de los hombres de Conchobar, pero Conchobar le preguntó su precio, lo sobornó con tierras y abandonó a sus compañeros. Illann salió y mató a muchos de los hombres de Conchobar sin aceptar sobornos como su hermano. Conchobar llamó a su propio hijo Fiacha, nacido la misma noche que Illann y le entregó sus armas, pero fue derrotado por  Illann tras una dura pelea. El escudo de Conchobar producía un gran ruido cuando su portador estaba en peligro, y Conall, hijo de Amargin, lo escuchó, pensando que Conchobar estaba en apuros. Al ver la escena de la batalla, tomó su lanza (Culghlas) y mató a Illann. Herido, Illann preguntó quién lo había hecho y dijo que estaba allí para proteger a Naisi y sus hermanos; al escucharlo, Conall se arrepintió y mató a Fiacha. Illann llamó a Naisi a la lucha y luego murió.
Ardan defendió la casa de Red Branch la primera noche, matando a muchos; la noche siguiente, fue Ainle, y la tercera noche, Naisi, matando también a muchos enemigo. Luego, los tres formaron un escudo alrededor de Deirdre y cruzaron las murallas de Emain. Concobar le dijo a su druida Cathbad que lanzara un hechizo a los fugitivos, afirmando que si lo hacía no les haría daño. Cathad conjuró agua para detenerlos. Conchobar luego pidió a alguien que matara a Naisi, pero nadie en el Ulster estaba dispuesto a haacerlo. Sin embargo, Maine Mano Roja de Noruega, cuyo padre y hermanos habían sido asesinados por Naisi, estaba dispuesto a decapitarle.
Ardan dijo que debería morir primero, al ser el más joven, pero Ainle se ofreció; Naisi entregó su espada, que era del propio Manannán mac Lir, a Maine, y Maine mató a los tres con ella, de un solo golpe. Deirdre besó a su marido muerto, bebió su sangre y cantó un largo lamento. Luego se lanzó a la tumba de Naisi y murió.
Cathbad maldijo a Emain Macha por la infamia de ese día y dijo que ni Conchobar ni sus descendientes volverían a poseer la ciudad. Fergus llegó al día siguiente, vio el desastre y (junto con Cormac <i id="mwdg">conloinggeas</i> y Dubhtach <i id="mweA">daelultach</i> ) luchó contra Conchobar, y causó la destrucción de Emain Macha, junto con las mujeres de Conchobar. Fergus luego buscó la ayuda de los reyes de Connacth,Ailill  y Maeve. Gran parte de Ulster fue saquead o destruida, y las hostilidades continuaron durante varios años.

## Otras fuentes
El cuento también se encuentra en la versión del Táin Bó Flidhais del "manuscrito de Glenmasan".